# Hydrobaenus cranstoni
Hydrobaenus cranstoni is een muggensoort uit de familie van de dansmuggen (Chironomidae). De wetenschappelijke naam van de soort is voor het eerst geldig gepubliceerd in 1992 door Langton & Cobo.